# Ner
Pour les articles homonymes, voir Ner (homonymie).
La Ner est une rivière de Pologne, un affluent de la rive droite de la Warta, donc un sous-affluent de l'Oder.

## Géographie
Elle a une longueur de 134 km et son bassin hydrographique a des surfaces de 1 866 km2. Elle prend sa source au sud-est de Łódź et rejoint la Warta un peu en amont de Koło. La Ner traverse la cité de Konstantynów Łódzki et le village de Chełmno nad Nerem.

Rivières dans la troisième plus grande ville de Pologne : Łódź